# Coelestin I.

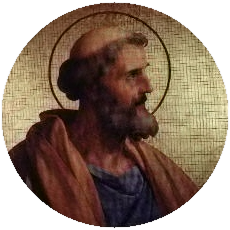
Coelestin I. (Darstellung in der Basilika Sankt Paul vor den Mauern)

Coelestin I. (lat. der Himmlische; * vor 10. September 422; † 27. Juli 432) war vom 10. September 422 bis 27. Juli 432 Papst und Bischof von Rom. Er zählt zu den Heiligen und hat die kirchliche Lehre von Maria als Gottesgebärerin nachhaltig gefördert.

## Leben

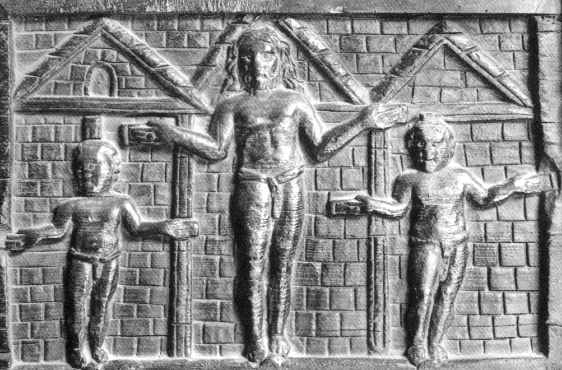
Älteste bekannte Kreuzigungsdarstellung Christi, an der römischen Kirche Santa Sabina, gefertigt zur Zeit von Papst Coelestin I.

Coelestin I. war vor seiner Wahl zum Papst Diakon in Rom. Seine gesamte Amtszeit versuchte er in Fragen der Jurisdiktion das römische Appellationsrecht gegenüber den nordafrikanischen Kirchen durchzusetzen; wogegen diese sich jedoch erfolgreich wehrten. Der Konflikt wurde im Wesentlichen dadurch beendet, dass die Vandalen Nordafrika eroberten. Bischof Augustinus von Hippo erhielt von ihm Unterstützung gegen den Semipelagianismus.
Im Streit mit Nestorius und seinen Anhängern wandte sich der Bischof Kyrill von Alexandria an Coelestin, der im August 430 auf einer römischen Synode die Lehre des Nestorius ablehnte und diesen mit Exkommunikation bedrohte. Das Konzil von Ephesos, Ende Juni 431, auf dem Coelestins drei Legaten nach ihrem Eintreffen präsidierten, verurteilte den Nestorianismus ebenfalls mit ausdrücklicher Zustimmung des Papstes.
Coelestin machte sich vor allem im Bereich der Mission (auch der innerkirchlichen) verdient. Da sich der Pelagianismus unterdessen auch nach Britannien ausgedehnt hatte, schickte er 429 Bischof Germanus von Auxerre in die nördliche Provinz. Zwei Jahre später wurde der damalige Diakon Palladius zur Mission ins heidnische Irland entsandt und zum Missionsbischof ernannt. Von Coelestin sind 16 Briefe überliefert worden. Coelestin I. war ein Vertreter der kirchlichen Primatsidee, wenn auch insbesondere in Afrika wenig erfolgreich.
Unter Papst Coelestin I. wurde die berühmte römische Kirche Santa Sabina erbaut, die noch eine Zypressenholztür aus seinem Todesjahr 432 mit der ältesten bekannten Darstellung des gekreuzigten Christus aufweist.

## Gedenktage
- katholisch: 27. Juli
- orthodox: 8. April